# Apúlia
Apúlia ist ein Ort und eine ehemalige Gemeinde (Freguesia) im Norden Portugals.

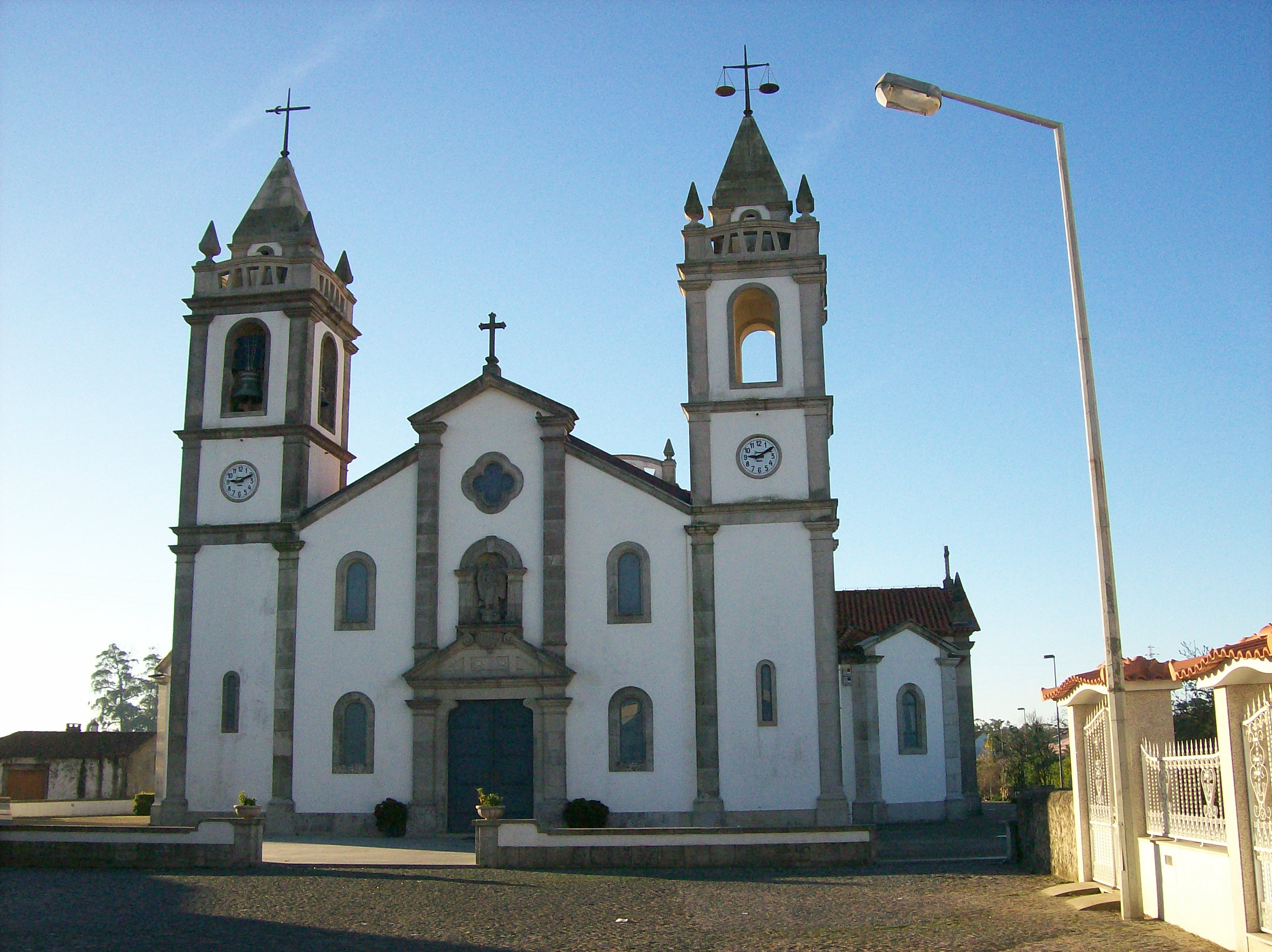
Kirche von Apúlia

Apúlia gehört zum Kreis Esposende im Distrikt Braga. Die Gemeinde hatte eine Fläche von 10,5 km² und 4227 Einwohner (Stand 30. Juni 2011).
Am 29. September 2013 wurden die Gemeinden Apúlia und Fão zur neuen Gemeinde União das Freguesias de Apúlia e Fão zusammengeschlossen. Apúlia ist Sitz dieser neu gebildeten Gemeinde.